# Aeropuerto de Gove
El Aeropuerto de Gove (código IATA: GOV, código OACI: IPGV) está situado en la península de Gove, Territorio del Norte, Australia. El aeropuerto sirve la ciudad de Nhulunbuy, así como diversas comunidades de aborígenes de la zona.

## Aerolíneas y destinos

### Destinos nacionales
| Aerolíneas                  | Destinos                                           |
| --------------------------- | -------------------------------------------------- |
| Airnorth                    | Cairns, Darwin, Groote Eylandt, Wessel Islands     |
| Mission Aviation Fellowship | Elcho Island, Lake Evella, Milingimbi, Ramingining |
| QantasLink                  | Chárter: Brisbane                                  |

Todos los vuelos son cubiertos con una lanzadera con Nhulunbuy.